# For Honor
For Honor (с англ. — «За честь») — компьютерная игра в жанре action с видом от третьего лица. Выпущена компанией Ubisoft для ПК, PlayStation 4 и Xbox One. В For Honor игроки могут управлять различными формами исторических солдат и воителей, из различных фракций, а именно: викингов, рыцарей, самураев, У Линь и фракцией иноземцев. Действие игры происходит в средневековом сеттинге.

## Геймплей
В игре существует несколько режимов игры:
- Дуэль — режим, в котором игроки либо 1 на 1, либо в команде по 2 человека в каждой пытаются убить противников. Игра длится 5 раундов по 5 минут. Выигрывает тот игрок или команда игроков, который(-ая) выиграет 3 раунда.
- Захват территорий — две команды по 4 человека стараются удержать 3 точки на карте. Если на точке находятся игроки обеих команд, то точка оспаривается и захватывает её та команда, чьи игроки остались на точке. Также на карте присутствует центр, в котором находятся и сражаются друг с другом ИИ. Если помочь своим солдатам пробить линию обороны соперника и солдаты дойдут до белой линии, то точка будет захвачена вашей командой. По достижении 1000 очков одной из команд команда противника теряет возможность возрождаться. Если у обеих команд 1000 очков, то игроки обеих команд теряют эту возможность. Побеждает та команда, игроки которой остались на поле боя.
- Дары — на карте находится 3 подношения. Подношение с изображением глаза позволяет команде, которая захватила его, видеть противников в реальном времени. Подношение с изображением щита позволяет увеличить количество здоровья команды и сопротивление к урону. Подношение с изображением меча увеличивает урон команды. Побеждает та команда, которая захватит все 3 подношения и убьёт команду соперника.
- Смертельная схватка — две команды 4 на 4 сражаются друг с другом, при этом у игроков обеих команд отсутствует возможность самостоятельно возродиться. Игра длится 5 раундов, по итогом который победителем становится команда, выигрывшая 3 раунда.
- Штурм — режим, добавленный с дополнением Marching Fire. Две команды — нападающие и защищающиеся. У первой команды цель — пробить двое ворот с помощью тарана и убить правителя крепости, у второй команды — защитить эти объекты. В атаке существует лимит возрождений, но только после уничтожения 2-х ворот, количество здоровья зависит от прочности тарана. Побеждает команда, которая выполнила свою задачу.

## Разработка
Анонс игры состоялся на выставке E3 2015. Игра была разработана студией Ubisoft Montreal и выпущена 14 февраля 2017 года. Игру встретили в основном позитивно, однако критиковали за проблемы с матчмейкингом и связанными с ним техническими проблемами. А также за навязывание микротранзакций.
15 февраля 2018 года, спустя год после выхода игры, разработчики выпустили пятое сезонное обновление. В его рамках 19 февраля на PC игра перешла на выделенные сервера, на PS4 и XB1, это произошло 6 марта. Это долгожданное улучшение устранило большинство проблем игроков с нестабильным соединением, а также сделало геймплей более плавным.

## Восприятие

### Отзывы критиков
| Сводный рейтинг       | Сводный рейтинг                                 |
| Агрегатор             | Оценка                                          |
| --------------------- | ----------------------------------------------- |
| GameRankings          | - (PC) 73,70 % - (PS4) 77,88 % - (XONE) 78,19 % |
| Metacritic            | (PC) 76/100 (PS4) 78/100 (XONE) 81/100          |
| Иноязычные издания    |                                                 |
| Издание               | Оценка                                          |
| Destructoid           | 5,5/10                                          |
| EGM                   | 7/10                                            |
| Game Informer         | 8,25/10                                         |
| GameRevolution        | [ 19 ]                                          |
| GameSpot              | 8/10                                            |
| IGN                   | 8/10                                            |
| PC Gamer (US)         | 74/100                                          |
| Polygon               | 8/10                                            |
| VideoGamer            | 7/10                                            |
| Русскоязычные издания |                                                 |
| Издание               | Оценка                                          |
| 3DNews                | 8/10                                            |
| PlayGround.ru         | 8/10                                            |
| Riot Pixels           | 69 %                                            |
| «Игры Mail.ru»        | 7/10                                            |
| «Канобу»              | 9/10                                            |
| «НИМ»                 | 8/10                                            |
| Stopgame.ru           | Похвально                                       |
| Overclockers.ru       | 7,9/10                                          |
| Gameguru.ru           | 8/10                                            |

Игра получила преимущественно положительные отзывы от критиков и самих игроков. Ряд обзоров и рецензий на For Honor можно назвать восторженными. В первую очередь рецензенты хвалят глубокую, эффектную и продуманную механику сражений, благодаря которой битвы становятся увлекательными и разнообразными. По замечанию одного из критиков, боевая система For Honor — это «Песнь войны».
Рецензенты называют For Honor комплексным симулятором средневекового воина, хвалят разнообразие характеристик бойцов, обилие ситуаций в сражениях с большим количеством игроков в мультиплеере, впечатляющие схватки, по зрелищности напоминающие боевые сцены в кино.
При этом игроки выделяют неудачное исполнение одиночной кампании в For Honor, значительно уступающей сетевой игре. Также критики отмечают нестабильность работы игры в мультиплеерном режиме — есть жалобы на то, что игра зависает, выдаёт ошибки, игроки «вылетают» из боя. Есть претензии к искусственному интеллекту, который не всегда адекватно определяет, какие противники подойдут игроку. Из-за этого в одном бою могут встретиться персонажи с радикально разными уровнями. Кроме того, противники, управляемые искусственным интеллектом, используют одни и те же приёмы, что, в конце концов, приедается игрокам.

### Награды и номинации
| Год  | Награда                     | Категория                                           | Результат | Прим.         |
| ---- | --------------------------- | --------------------------------------------------- | --------- | ------------- |
| 2016 | Gamescom 2016               | Лучшая игра для ПК                                  | Победа    | [ 37 ]        |
| 2016 | Gamescom 2016               | Лучшая игра для PS4                                 | Победа    | [ 37 ]        |
| 2016 | Gamescom 2016               | Лучшая игра для Xbox One                            | Номинация | [ 37 ]        |
| 2016 | Gamescom 2016               | Лучшая игра в жанре Action                          | Номинация | [ 37 ]        |
| 2016 | Gamescom 2016               | Лучшая игра в жанре Multiplayer                     | Номинация | [ 37 ]        |
| 2017 | IGN Best of 2017 Awards     | 2017 People’s Choice — Лучшая игра в жанре Fighting | Победа    | [ 38 ]        |
| 2018 | 21st Annual D.I.C.E. Awards | Выдающиеся достижения в анимации                    | Номинация | [ 39 ] [ 40 ] |
| 2018 | Game Critics Awards 2018    | Лучшая онгоинг игра                                 | Номинация | [ 41 ] [ 42 ] |